# Джакузи
Джакузи (англизирана форма на италианското име Якуци (Jacuzzi)) е търговска марка, собственост на компанията Jacuzzi Inc., базирана в Чино, Калифорния, САЩ.
Jacuzzi Inc. е компания, занимаваща се с производство и търговия на изделия от санитарен фаянс, обзавеждане и аксесоари за санитарни помещения, басейни, съоръжения за завихряне на водни струи, водни помпи, масажна и хидротерапевтична апаратура, почистващи химични санитарни препарати и др.

## История
В началото на 20 век седем братя с фамилията Якуци емигрират от Италия в САЩ. Установяват се на Западния бряг в град Бъркли, Калифорния и стават механици. Един от тях, Ракеле, започва да прави витла на самолети, вдъхновен от едно авиошоу, което наблюдава в Панама през 1915 г. Те проектират и създават уникално витло, известно като „клечката за зъби Джакузи“. Ракеле и братята му създават компания за самолетостроене в Бъркли, наречена „Джакузи Брадърс“, която продължава дейността си до 1976 г. като през годините продуктовата гама се изменяла постоянно. Едно от постиженията на компанията е първата затворена пилотска кабина на самолетите, използвани от американската пощенска служба за превоз на пътници от Сан Франциско към Национален парк Йосемити.
През 1925 г., в резултат от катастрофата на един от техните самолети през 1921 г. между Йосемити и Сан Франциско, при която загива единият от братята – Джокондо, братята Джакузи прекратяват производството на самолети. Ракеле променя дейността на компанията от производство на хидравлични помпи на самолети до производството на нов вид дълбоко напоителни селскостопански помпи. Техният дизайн се оказа иновация. За това изобретение те получават златен медал на панаира в щата Калифорния през 1930 г.
През 1948 г. Кандидо Джакузи използва опита на компанията за разработването на нов вид водоустойчива помпа. Целта му е да помогне на сина си, Кенет, който заболява от ревматоиден артрит през 1943 г. на 15 месечна възраст и страда от хронични болки. Момчето се подлага на редовни процедури по хидротерапия в местните болници, но Кандидо не може да понесе да гледа страданията на сина си между отделните посещения. Той успява да пригоди земеделските водни помпи за домашни условия с цел да даде на сина си успокояващо водно лечение във ваната у дома. Междувременно Кенет Джакузи поема ръководството на компанията.
През 1955 г. фирмата решава да пусне на пазара помпа, наречена „J-300“, с терапевтична цел, предлагана в магазините за санитарни стоки. За да се създаде по-голяма публичност на неизвестния продукт, преносимите „джакузита“ са включени в подаръците, раздадени на участниците в телевизионното шоу „Кралица за един ден“. Тези продукти се рекламират като облекчение за уморените домакини, но когато холивудските звезди Рандълф Скот и Джейн Мансфийлд, които определено били изморени, започват да ги препоръчват, ваните „Джакузи“ придобиват все по-голяма известност. Като говорител на „Джакузи“ е назначен известният телевизионен водещ Джак Бени.
Помпата J-300 била лесно преносима и можела да се постави във всяка баня. Медицинската общност признава ползата на този продукт за своите хидротерапевтични програми. Физиотерапевтите и ортопедите също започват да препоръчват използването ѝ в клиниките и в домашни условия.
През 1968 г. Кандидо Джакузи въведежда на пазара първата самостоятелна, напълно интегрирана вана „Джакузи“ чрез включването на различни модификации на ваната. На пазара навлиза нов продукт, наречен „Римска вана“ заради джетовете, използващи в съотношение 50 – 50% въздух/вода за подобряване въздействието на водния масаж. „Джакузи“ се превръща в символ на луксозния начин на живот. Стотици хиляди вани били инсталирани на открито и закрито, в почивните бази и частни домове. Холивудските знаменитости въвели личното им ползване.
В началото на 1970 г. компанията започва да произвежда все по-големи вани с вградени уреди и филтриращи системи. Това е началото на спа индустрията, каквато я познаваме днес, свързано основно с ваните „Джакузи“. Сюзан Съмърс е ангажирана в едни от първите реклами. Практичният дизайн на тези хидромасажни вани позволява лесна инсталация и преносимост и хиляди собственици на жилища си инсталират този продукт. С развитието на промишлеността, продуктова линия на компанията нараства и моделите добиват многообразни и многофункционални конфигурации като вани с водно и въздушно завихряне, басейни или и двете. Тези модели могат да бъдат инсталирани на закрито или открито.
Днес с марката „Джакузи“ се произвеждат и означават хидромасажни вани (и техните различни модификации), бани, душове, санитарен фаянс и аксесоари, басейни, съоръжения за завихряне на водни струи, водни помпи, масажна и хидротерапевтична апаратура и др.
Продуктите с марка „Джакузи“ често се използват и поставят в жилищни домове, хотели, на борда на круизни кораби, както и минерални извори и курорти по целия свят и се разпространяват в повече от 60 страни.
Заводът „Джакузи“ е първият сред производителите на спа продукция, който има сертифицирана система за управление на качеството ISO 9001.Тяхната продуктова линия съдържа множество уникални изделия като патентованите джетове, водопади с дъга, хидромасажни вани, ергономични седалки, изолираща пяна, A.B.S. покритие за готварски уреди и др.
През 2008 г. седалището на компанията „Джакузи“ се установява в град Чино, Калифорния, САЩ.